# Hylobates lar entelloides
O gibão-lar-central (Hylobates lar entelloides) é uma das 5 subespécies de Hylobates lar. É encontrada no centro e sul da Tailândia e no sul de Mianmar.

## Estado de conservação
Esta subespécie encontra-se listada como vulnerável, uma vez que perdeu mais de 30% de indivíduos nos últimos 45 anos devido à perda de floresta e a caça de indivíduos maduros. Porém, é provavelmente a subespécie de Hylobates lar menos ameaçada.